# Command & Conquer: Generals - Zero Hour
Command & Conquer: Generals – Zero Hour er en udvidelse til Command & Conquer: Generals, udviklet af Electronic Arts

## Forskelle fraGenerals
Zero Hour fortsætter historien fra kampangerne i Generals, i tre nye kampanger, igen med USA, GLA og Kina, men de skal nu spilles i omvendt rækkefølge. I denne udvidelse gennemføres et kendetegn fra tidligere C&C-spill, som ikke var at finde i Generals, nemlig filmene mellem opgaverne med skuespillere. I Zero Hour får spilleren rapporter, der giver oplysninger om det seneste fra slagmarken.
En anden forskel er den nye mulighed til at begrænse antallet af masseødelæggelsesvåben hvert hold kan bygge i et spil, til evt. i tidligere C&C-spil var det også kun muligt at bygge et våben pr. hold.

### General Challenge
Zero Hour er der mulighed for at kæmpe mod hver af de andre generaler i arrangerede slag. Den sidste general spilleren må spille mod, er den kinesiske general "Tigress" Leang, som kun er oprettet her. General Leang har adgang til våben og enheder fra alle de tre krigsmagter.

#### USA
- General Alexis Alexander, masseødelæggelsesvåbensgeneral
- General Malcom "Ace" Granger, US Airforce-general
- General "Pinpoint" Townes, laservåben-general

#### Kina
- General Ta Hun Kwai, tank-general
- General Tsing Shi Tao, atom-general
- General "Anvil" Shin Fai, infanteri-general

#### GLA
- Dr. Thrax, kemisk krigsførelsesgeneral
- Prince Kassad, kamuflagegeneral
- General Rodall "Demo" Juhziz, sprængstofsgeneral